# Concacaf Caribbean Cup
Concacaf Caribbean Cup är en kommande årlig fotbollstävling för klubbar som är medlemmar i CFU. Turneringen är efterföljaren till Caribbean Club Championship som pågick från 1997 till 2022.
De tre bästa klubbarna från Caribbean Cup kommer att kvalificera sig till Concacaf Champions League, där vinnaren kvalificerar sig för åttondelsfinal, medan andra- och tredjeplats kvalificerar sig för första omgången.